# Piaski (jezioro na Równinie Gryfickiej)
Piaski – jezioro na Równinie Gryfickiej, położone w województwie zachodniopomorskim, w powiecie kamieńskim, w gminie Wolin. Powierzchnia jeziora wynosi 94,40 ha.
Według typologii rybackiej jest to jezioro karasiowe.
Średnie głębokość jeziora to ok. 2 m, a jego wody urząd miejski zakwalifikował do III klasy czystości.
Obszar jeziora został włączony do specjalnego obszaru ochrony ptaków Bagna Rozwarowskie.
Przez Piaski przepływa rzeka Grzybnica, która wypływa z położonego na południe jeziora Ostrowo. Z jeziora Piaski rzeka wypływa przy północnym brzegu.
Na zachodnim brzegu leży wieś Piaski Wielkie. Pomiędzy jeziorami Piaski i Ostrowo biegnie droga krajowa nr 3.

## Przypisy

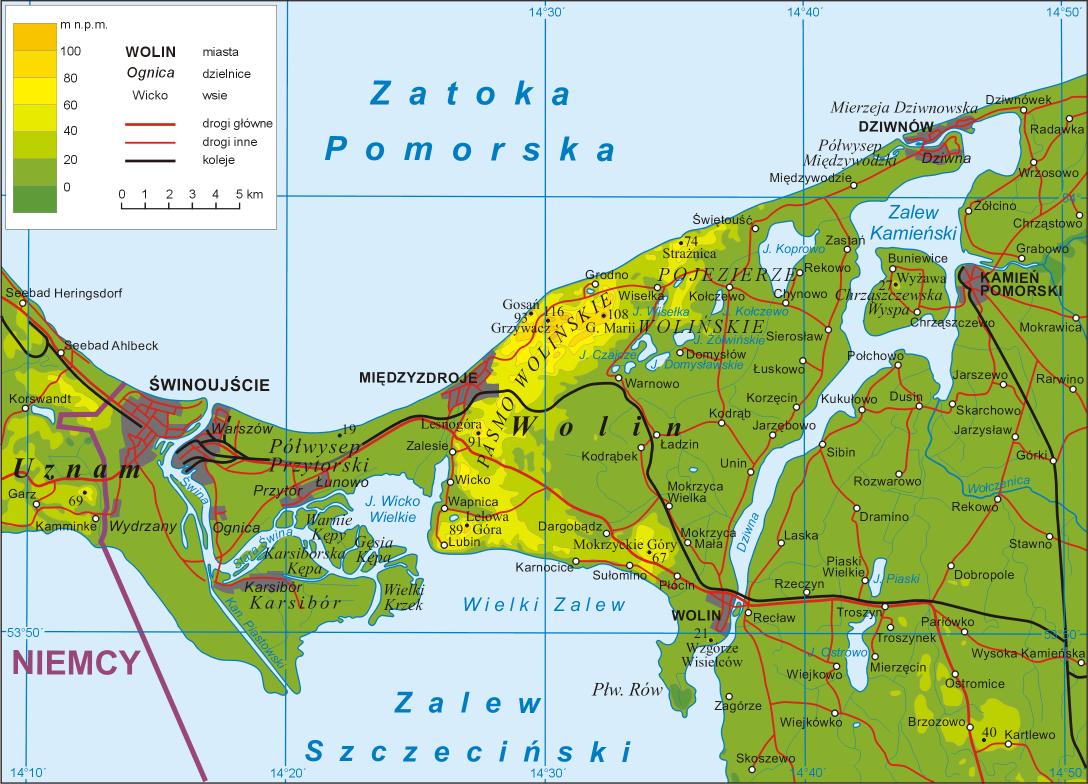
Mapa z zaznaczonym jeziorem Piaski